# Major League Rugby 2024
A Major League Rugby 2024, é a sétima edição da liga profissional de rugby union dos  Estados Unidos da América, a MLR. 

## Equipes
Na edição de 2024, as equipes foram divididas em duas conferências, Leste e Oeste. Consistindo em dois duelos contra os rivais da mesma conferência e mais um jogo frente aos demais do grupo oposto. Totalizando assim 16 partidas na fase regular da temporada para cada time.
|                   | RFC LA Utah Warriors Seattle Seawolves N.E. Freejacks Miami Sharks Chicago Hounds Dallas Jackals SD Legion Houston SaberCats New Orleans Gold Anthem RC Old Glory DCMajor League Rugby 2024 (Estados Unidos) | RFC LA Utah Warriors Seattle Seawolves N.E. Freejacks Miami Sharks Chicago Hounds Dallas Jackals SD Legion Houston SaberCats New Orleans Gold Anthem RC Old Glory DCMajor League Rugby 2024 (Estados Unidos) | RFC LA Utah Warriors Seattle Seawolves N.E. Freejacks Miami Sharks Chicago Hounds Dallas Jackals SD Legion Houston SaberCats New Orleans Gold Anthem RC Old Glory DCMajor League Rugby 2024 (Estados Unidos) | RFC LA Utah Warriors Seattle Seawolves N.E. Freejacks Miami Sharks Chicago Hounds Dallas Jackals SD Legion Houston SaberCats New Orleans Gold Anthem RC Old Glory DCMajor League Rugby 2024 (Estados Unidos) | RFC LA Utah Warriors Seattle Seawolves N.E. Freejacks Miami Sharks Chicago Hounds Dallas Jackals SD Legion Houston SaberCats New Orleans Gold Anthem RC Old Glory DCMajor League Rugby 2024 (Estados Unidos) |                   |
| Conferência       | Clube | Localização | Estádio | Capacidade | Ingresso | Treinador         |
| ----------------- | --- | --- | --- | --- | --- | ----------------- |
| Conferência Leste | Anthem RC | Charlotte, North Carolina | American Legion Memorial Stadium | 10,500 | 2024 | Alama Ieremia     |
| Conferência Leste | Chicago Hounds | Bridgeview, Illinois | SeatGeek Stadium | 20,000 | 2023 | Sam Harris        |
| Conferência Leste | Miami Sharks | Fort Lauderdale, Florida | AutoNation Sports Field | 5,000 | 2024 | José Pellicena    |
| Conferência Leste | New England Free Jacks | Quincy, Massachusetts | Veterans Memorial Stadium | 5,000 | 2020 | Scott Mathie      |
| Conferência Leste | Old Glory DC | Germantown, Maryland | Maryland SoccerPlex | 5,000 | 2020 | Simon Cross       |
| Conferência Leste | New Orleans Gold | Metairie, Louisiana | Gold Mine on Airline | 10,000 | 2018 | Cory Brown        |
| Conferência Oeste | Dallas Jackals | Arlington, Texas | Choctaw Stadium | 48,000 | 2022 | Agustin Cavalieri |
| Conferência Oeste | Houston SaberCats | Houston, Texas | SaberCats Stadium | 4,000 | 2018 | Pote Human        |
| Conferência Oeste | Rugby FC Los Angeles | Carson, California | Dignity Health Sports Park | 27,000 | 2020 | Stephen Brett     |
| Conferência Oeste | San Diego Legion | San Diego, California | Snapdragon Stadium | 35,000 | 2018 | Danny Lee         |
| Conferência Oeste | Seattle Seawolves | Tukwila, Washington | Starfire Stadium | 4,500 | 2018 | Allen Clarke      |
| Conferência Oeste | Utah Warriors | Herriman, Utah | Zions Bank Stadium | 5,000 | 2018 | Greg Cooper       |

A temporada regular foi divida em 18 semanas, com cada equipe disputando 16 jogos. 

### Partidas
As seguintes partidas foram realizadas por cada uma das equipes:
| Mandante \ Visitante | CAR   | CHI   | DAL   | HOU   | LA    | MIA   | NE    | NO    | DC    | SD    | SEA   | UTA   |
| Anthem RC            |       | –     | 28–68 | –     | –     | –     | 13–46 | 5–40  | 32–46 |       |       |       |
| Chicago Hounds       | 59–26 |       |       |       | 54–31 | –     | 17-22 | –     | –     | –     | 26–34 |       |
| Dallas Jackals       |       | –     |       | 27–30 | –     |       |       | 22-35 | –     | 23–30 | –     | 22–20 |
| Houston SaberCats    |       | –     | –     |       | –     | 30–19 | 35–47 |       |       | 33–0  | –     | 22–15 |
| Rugby FC Los Angeles |       |       | 29–32 | 12–27 |       | –     | 12–34 | –     |       | –     | 5–36  | 36-32 |
| Miami Sharks         | 50-21 | 19–23 | 17–38 |       |       |       | –     | –     | –     | 21–22 |       | –     |
| NE Free Jacks        | –     | –     | –     |       |       | 25–3  |       | 27–21 | 34–35 |       | 21–29 | –     |
| New Orleans Gold     | 34–19 | 21–38 |       | –     |       | 27–42 | –     |       | 18–6  |       | –     | –     |
| Old Glory DC         | –     | 22–22 |       | 17–38 | 22–22 | –     | –     | –     |       | 11-27 |       |       |
| San Diego Legion     | –     |       | –     | –     | 19–18 |       | –     | 33–20 |       |       | –     | 32–33 |
| Seattle Seawolves    | –     |       | 34–32 | 40-42 | –     | 29–18 |       |       | –     | 25–19 |       | –     |
| Utah Warriors        | 44–19 | 29–15 | –     | –     | –     |       |       |       | 31–24 | –     | 13–23 |       |

Última atualização: 2 de maio de 2024
Cores: Azul: Vitória do mandante; Amarelo: Empate; Vermelho: Vitória do visitante.

### Tabela de classificação
| Conferência Leste | Conferência Leste      | Conferência Leste | Conferência Leste | Conferência Leste | Conferência Leste | Conferência Leste | Conferência Leste | Conferência Leste | Conferência Leste | Conferência Leste | Conferência Leste |
|                   | Club                   | P                 | V                 | E                 | D                 | PF                | PC                | DP                | TF                | TC                | Pts               |
| ----------------- | ---------------------- | ----------------- | ----------------- | ----------------- | ----------------- | ----------------- | ----------------- | ----------------- | ----------------- | ----------------- | ----------------- |
| 1                 | New England Free Jacks | 8                 | 6                 | 0                 | 2                 | 256               | 165               | 91                | 37                | 23                | 29                |
| 3                 | Chicago Hounds         | 8                 | 4                 | 1                 | 3                 | 254               | 204               | 50                | 36                | 28                | 23                |
| 2                 | New Orleans Gold       | 8                 | 4                 | 0                 | 4                 | 216               | 192               | 24                | 31                | 26                | 21                |
| 4                 | Old Glory DC           | 8                 | 2                 | 2                 | 4                 | 183               | 224               | -41               | 24                | 31                | 16                |
| 5                 | Miami Sharks           | 8                 | 2                 | 0                 | 6                 | 189               | 215               | -26               | 21                | 27                | 12                |
| 6                 | Anthem Rugby Carolina  | 8                 | 0                 | 0                 | 8                 | 163               | 387               | -224              | 24                | 60                | 3                 |

| Conferência Oeste | Conferência Oeste | Conferência Oeste | Conferência Oeste | Conferência Oeste | Conferência Oeste | Conferência Oeste | Conferência Oeste | Conferência Oeste | Conferência Oeste | Conferência Oeste | Conferência Oeste |
|                   | Club              | P                 | V                 | E                 | D                 | PF                | PC                | DP                | TF                | TC                | Pts               |
| ----------------- | ----------------- | ----------------- | ----------------- | ----------------- | ----------------- | ----------------- | ----------------- | ----------------- | ----------------- | ----------------- | ----------------- |
| 1                 | Houston SaberCats | 8                 | 7                 | 0                 | 1                 | 257               | 177               | 80                | 35                | 25                | 29                |
| 3                 | Seattle Seawolves | 8                 | 7                 | 0                 | 1                 | 250               | 176               | 74                | 29                | 22                | 23                |
| 2                 | San Diego Legion  | 8                 | 5                 | 0                 | 3                 | 182               | 184               | -2                | 22                | 19                | 21                |
| 4                 | Dallas Jackals    | 8                 | 4                 | 0                 | 4                 | 264               | 223               | 41                | 39                | 30                | 16                |
| 5                 | Utah Warriors     | 8                 | 4                 | 0                 | 4                 | 217               | 193               | 24                | 30                | 27                | 12                |
| 6                 | RFC Los Angeles   | 8                 | 1                 | 1                 | 6                 | 165               | 256               | -91               | 25                | 34                | 3                 |

Legenda:
|  | Equipes classificadas para as semifinais de conferência |

Critérios de desempate:
1. Número de partidas vencidas
2. Diferença entre pontos a favor e pontos contra
3. Número de tries marcados
4. Maior número de pontos marcados
5. Diferença entre  tries a favor e  tries contra
6. Menor número de cartões vermelhos recebidos
7. Menor número de cartões amarelos recebidos
Última atualização: 2 de maio de 2024

## Pós-temporada
Os postulantes ao título disputarão as semi-finais de conferência conforme as datas estipuladas pelo regulamento, em jogo único. A final será disputada em jogo único no dia 4 de agosto de 2024.

#### Conferência Leste:
|  | Meias-finais | Meias-finais   | Meias-finais   |    |  | Final      | Final | Final |
|  |              |                |                |    |  |            |       |       |
|  | 1            | Free Jacks     | 33             |    |  |            |       |       |
|  | 4            | Old Glory      | 29             |    |  |            |       |       |
|  |              |                |                |    |  | Free Jacks | 23    |       |
|  |              |                | Chicago Hounds | 17 |  |            |       |       |
|  | 2            | NOLA Gold      | 21             |    |  |            |       |       |
|  | 3            | Chicago Hounds | 45             |    |  |            |       |       |

#### Conferência Oeste:
|  | Meias-finais | Meias-finais      | Meias-finais   |    |  | Final             | Final | Final |
|  |              |                   |                |    |  |                   |       |       |
|  | 1            | Houston Sabercats | 22             |    |  |                   |       |       |
|  | 4            | Dallas Jackals    | 34             |    |  |                   |       |       |
|  |              |                   |                |    |  | Seattle Seawolves | 28    |       |
|  |              |                   | Dallas Jackals | 25 |  |                   |       |       |
|  | 2            | Seattle Seawolves | 30             |    |  |                   |       |       |
|  | 3            | San Diego Legion  | 28             |    |  |                   |       |       |

#### Partidas de semifinais de conferência:
| 20 de Julho de 2024 A definir |   |           |                              |
| A definir                     | v | A definir | A definir Árbitro: A definir |
|                               |   |           | A definir Árbitro: A definir |

| 20 de Julho de 2024 A definir |   |           |                              |
| A definir                     | v | A definir | A definir Árbitro: A definir |
|                               |   |           | A definir Árbitro: A definir |

| 21 de Julho de 2024 A definir |   |           |                              |
| A definir                     | v | A definir | A definir Árbitro: A definir |
|                               |   |           | A definir Árbitro: A definir |

| 21 de Julho de 2024 A definir |   |           |                              |
| A definir                     | v | A definir | A definir Árbitro: A definir |
|                               |   |           | A definir Árbitro: A definir |

| 21 de Julho de 2024 A definir |   |           |                              |
| A definir                     | v | A definir | A definir Árbitro: A definir |
|                               |   |           | A definir Árbitro: A definir |

#### Partidas de finais de conferência:
| 27 de Julho de 2024 A definir |   |           |                              |
| A definir                     | v | A definir | A definir Árbitro: A definir |
|                               |   |           | A definir Árbitro: A definir |

| 28 de Julho de 2024 A definir |   |           |                              |
| A definir                     | v | A definir | A definir Árbitro: A definir |
|                               |   |           | A definir Árbitro: A definir |

### Final
| 4 de Agosto de 2024 13:00 (UTC-7) |          |                   |                                                                                    |
| New England Free Jacks            | 20 - 11  | Seattle Seawolves | Snapdragon Stadium, San Diego Público: 12,085 Árbitro: Luke Rogan (Estados Unidos) |
|                                   | (Report) |                   | Snapdragon Stadium, San Diego Público: 12,085 Árbitro: Luke Rogan (Estados Unidos) |